# Włókniarz Kietrz
Włókniarz Kietrz – polski klub piłkarski z Kietrza w województwie opolskim, obecnie występujący jako GLKS Włókniarz Kietrz. W sezonie 2013/2014 występował w rozgrywkach IV lidze, obecnie gra w Klasie A, grupa: Opole VI. Największym sukcesem klubu było 5. miejsce na zapleczu ekstraklasy (2000).

## Historia
Klub został założony w 1946 roku jako ZKS Pluszowianka przy Śląskich Zakładach Pluszu i Dywanów w Kietrzu. Następnie nosił nazwy: ZKS Włókniarz przy Zakładach Tkanin Dekoracyjnych w Kietrzu, KS Włókniarz Kietrz i KS Włókniarz Pro Agra w Kietrzu. W 1995 miało dojść do fuzji Włókniarza Kietrz z Pogonią Prudnik. Mecze miały odbywać się na stadionie w Prudnik, natomiast drugi zespół miał grać w Kietrzu. Od planów odstąpiono, gdyż Pogoni nie udało się awansować do ligi międzywojewódzkiej. W sezonie 1997/1998 zespół uplasował się na czwartym miejscu w III lidze, natomiast w 1999 znalazł się w II lidze (obecnie I liga polska). W debiucie na tym poziomie rozgrywkowym zremisował bezbramkowo z GKS-em Bełchatów, a pierwsze zwycięstwo odniósł w następnej kolejce, pokonując na wyjeździe KS Myszków (pierwszego gola zdobył Roman Kowalczyk). W debiutanckim sezonie Włókniarz uplasował się na piątym miejscu, rok później zajął siódmą lokatę, a kolejne rozgrywki zakończył jako dziewiętnasta drużyna (spadek). W latach 2002–2004 zespół ponownie występował w III lidze (obecnie II liga), a od 2004 prowadził działalność czysto amatorską. W 2006 roku został reaktywowany na bazie Tęczy Kietrz/Kozłówki. Latem 2012 roku klub wszedł w fuzję z Orłem Dzierżysław i przyjął nazwę GLKS Kietrz. Pomimo braku tradycyjnej nazwy Włókniarz w oficjalnej nazwie klubu kibice GLKS Kietrz domagają się jej przywrócenia i identyfikują się z Włókniarzem, którego tradycje kontynuuje nowy klub. W wyniku tych działań klub zmienił nazwę na Gminny Ludowy Klub Sportowy Włókniarz Kietrz.

## Występy w II lidze
| Sezon     | Pozycja | Mecze | Punkty | Bramki |
| --------- | ------- | ----- | ------ | ------ |
| 1999/2000 | 5       | 46    | 74     | 64-45  |
| 2000/2001 | 7       | 38    | 54     | 48-42  |
| 2001/2002 | 19      | 38    | 41     | 34-53  |

## Kibice
Kibice Włókniarza Kietrz mieszkają głównie w Kietrzu i okolicznych miejscowościach, sympatyzują z kibicami Odry Wodzisław Śląski, której fan club działa w Kietrzu. Włókniarz Kietrz należy do najbardziej utytułowanych klubów powiatu głubczyckiego i ma wielu sympatyków w wielu sąsiednich miejscowościach, zarówno w powiecie raciborskim jak i w powiecie głubczyckim.